# باحة برودمان السابعة والأربعون
باحة برودمان السابعة والأربعون (بالإنجليزية: Brodmann area 47)‏ وتُدعى اختصاراً BA47، هي جزء من القشرة المخية الجبهية من دماغ الإنسان. تمتد بشكل مقوس من السطح الوحشي للفص الجبهي ضمن القسم البطني (الحجاجي) من القشرة الجبهية. تقع تحت باحتي برودمان العاشرة والخامسة والأربعين (BA10 وBA45) وبجانب باحة برودمان الحادية عشرة BA11. تطابق هذه المنطقة -بحسب الترتيب الهندسي النسيجي للدماغ- إلى حد بعيد المنطقة التلفيفية المسماة (الجزء الحجاجي أو المنطقة الحجاجية)، رغم أنهما ليستا متكافئتين تماماً.
لم يوجد تعريف للمنطقة الحجاجية وفق الترتيب الهندسي النسيجي للدماغ، وإنما تم تعريفه مع المعالم التشريحية المرئية عيانياً. على الرغم من الفرق الواضح بين المنطقتين (باحة برودمان السابعة والأربعون والمنطقة الحجاجية) إلا أن هذين المصطلحين عادة ما يستخدمان في كثير من المقالات واستعرضتها مجلات بحثية كثيرة.
تعرف باحة برودمان السابعة والأربعون بالباحة الحجاجية السابعة والأربعون. في دماغ الإنسان، تقع على السطح الحجاجي وتحيط بالقسم الذيلي (الخلفي) من التلم الحجاجي فهي تمتد على القسم الوحشي من الجزء الحجاجي من التلفيف الجبهي السفلي. وفق الهندسة النسيجية للدماغ فهي تحاط من الناحية الخلفية بالباحة المثلثية الخامسة والأربعون 45، وأنسياً بالباحة أمام الجبهية الحادية عشرة 11 من نموذج برودمان 1909 ومن الأمام بالباحة القطبية الجبهية العاشرة 10 (نموذج برودمان 1909).
إنها تمثل الباحة التي عرفها برودمان بأنها الباحة 12 في دماغ القرد، وبالتالي، بناء على اقتراح مايكل بيترايدس، أشار بعض علماء الأعصاب المعاصرين إلى المنطقة على أنها (باحة برودمان 47/12).
تشارك باحة برودمان السابعة والأربعون في عمليات المعالجة لبناء الجملة في كل من لغة الإشارة ولغة الناطقين (اللغة المنطوقة)، وفي بناء الجمل الموسيقية، والجوانب الدلالية من اللغة (دلالات الألفاظ أي كلمة تفاحة تؤدي مباشرة إلى تخيل شكل التفاحة في الذهن وعملية التخيل هذه هي الدلالة الذهنية لكلمة تفاحة).

## معرض الصور

فيلم متُحرك.
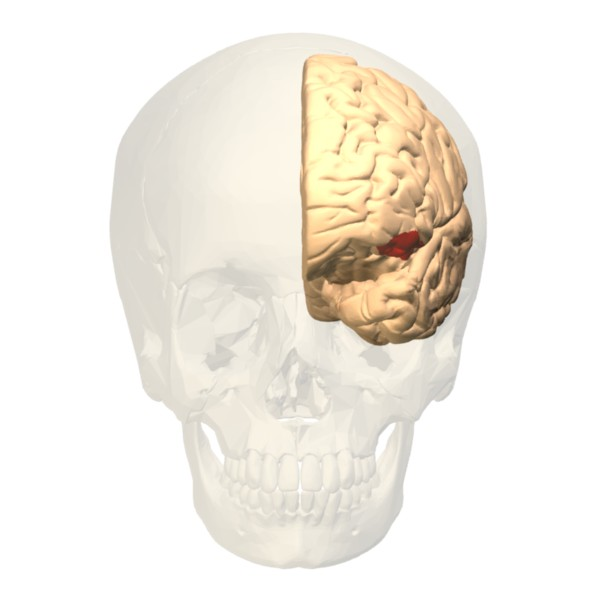
مشهد أمامي.
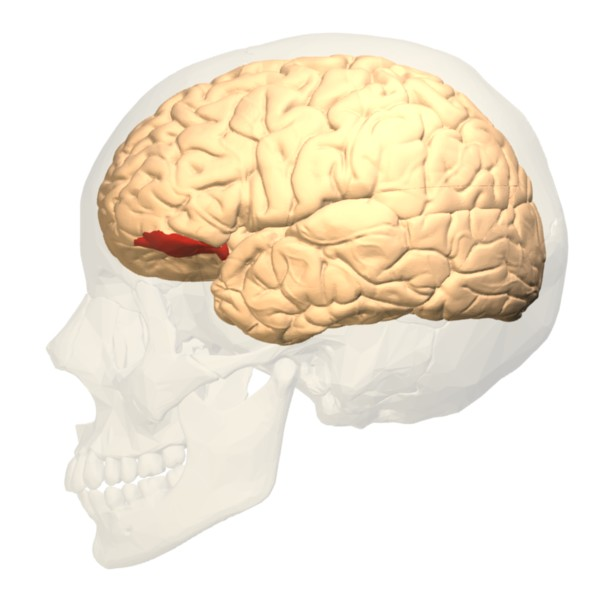
مشهد جانبي.